# Tipula rhombica
Tipula rhombica är en tvåvingeart som beskrevs av Edwards 1932. Tipula rhombica ingår i släktet Tipula och familjen storharkrankar. Inga underarter finns listade i Catalogue of Life.